# Snipes (Unternehmen)

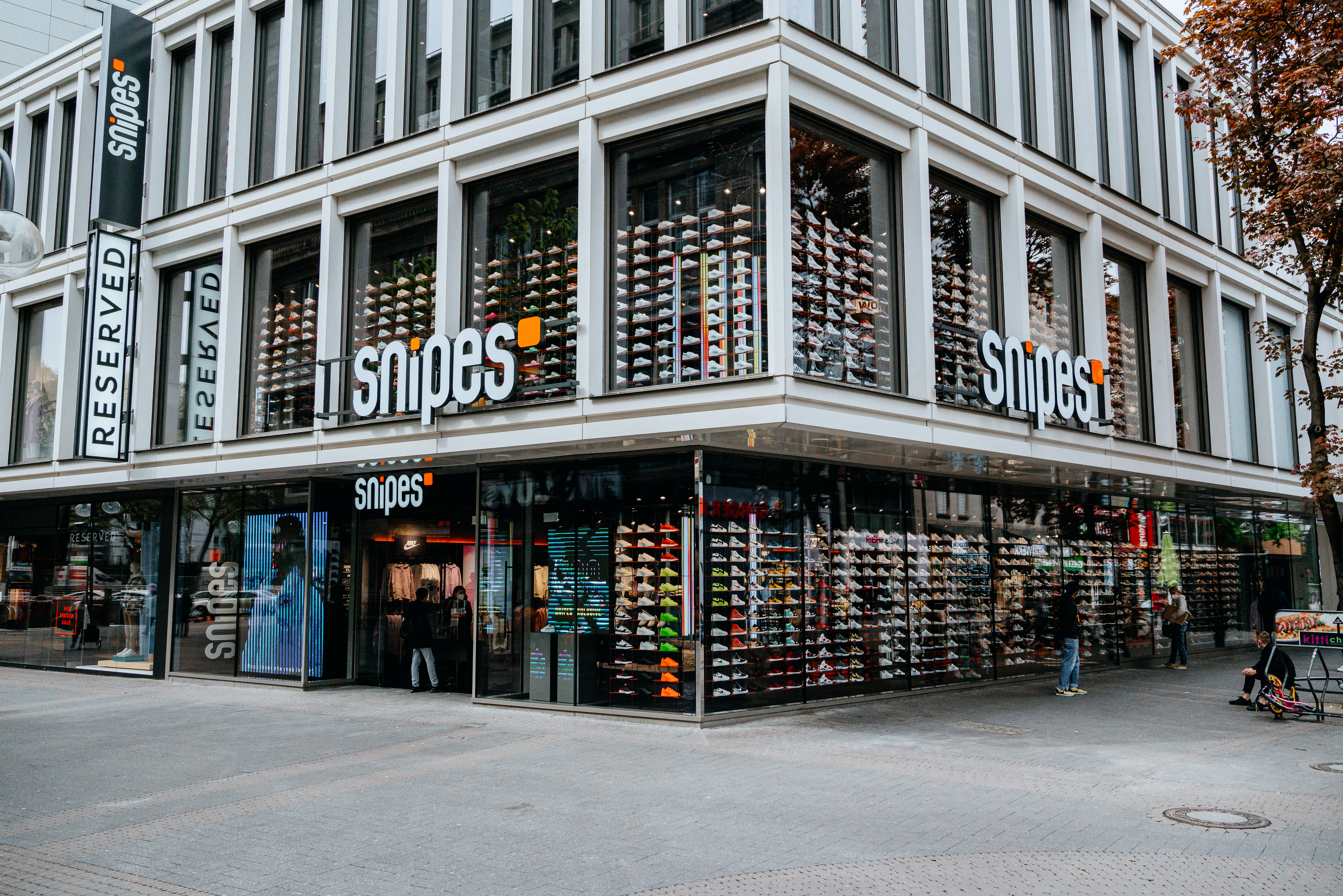
Filiale in der Schildergasse, Köln (2021)

Die Snipes SE (Eigenschreibweise in Versalien: SNIPES) ist ein deutsches Einzelhandelsunternehmen mit Hauptsitz in Köln. Es wurde im April 1998 in Essen gegründet, expandierte ab 2007 in Europa und ist seit 2019 in den Vereinigten Staaten vertreten. Seit 2011 gehört Snipes zur Deichmann-Gruppe.
Das Unternehmen hat sich auf Streetwear und Sneaker namhafter Marken spezialisiert. Diese werden in rund 800 Filialen sowie online verkauft. Alleinstellungsmerkmal ist die Verankerung in der Hip-Hop-Szene und der Bezug zur Street-Culture. In diesem Bereich zählt Snipes zu den relevantesten Marken.

## Geschichte

### Gründung und Wachstum
Im April 1998 eröffnete Sven Voth einen Laden für Street und Urban Fashion in der Limbecker Straße in Essen. Das Geschäft sollte eigentlich „Spikes“ heißen, musste wegen eines vorhandenen Markenschutzes aber in „Snipes“ umbenannt werden. Kern des Geschäftsmodells war es, eine große Auswahl von 850 verschiedenen Sneakern sowie Streetwear an einem einzigen Standort anzubieten. Voth verkaufte zunächst Marken wie Freeman-T-Porter, Homeboy und Fila, später kamen Adidas, Nike und andere hinzu.
Das Konzept von Snipes war so erfolgreich, dass nach dem ersten Store in Essen ein zweiter Store in Düsseldorf und ein dritter in Bonn eröffnet wurden. Bis 2007 stieg die Zahl der Filialen in Deutschland auf über 20, die Mitarbeiterzahl auf 700 und der Umsatz über 40 Millionen Euro jährlich. Das Wachstum auf dem Heimatmarkt wurde ohne externe Investoren oder Kredite von Banken finanziert.

### Internationalisierung
Neun Jahre nach der Gründung des Unternehmens begann die Expansion ins europäische Ausland. 2007 trat Snipes in den österreichischen Markt ein, zunächst als Franchise mit dem lokalen Partner Sport Eybl & Sports Experts. Um das weitere Wachstum zu finanzieren, beteiligte Voth die Deichmann-Gruppe an Snipes: Die Schweizer Tochtergesellschaft Dosenbach-Ochsner erwarb 2011 die Mehrheit des Unternehmens und unterstützte die Eröffnung des ersten Ladens in der Schweiz im Jahr 2014.
Mit der Umfirmierung von Snipes zur europäischen Aktiengesellschaft (Societas Europaea, SE) wurden die strukturellen Voraussetzungen für die Expansion in weitere Länder geschaffen. Es folgten Niederlassungen in den Niederlanden und Spanien (2015), Italien (2016) sowie in Belgien, Frankreich und Portugal (2018). Mit Übernahme der Konkurrenten Distance in Polen und Shooster in Kroatien baute Snipes seine Präsenz in Europa abermals aus.
Entscheidend für das Unternehmen war die Akquisition von Jimmy Jazz aus den Vereinigten Staaten. Snipes hatte im Mutterland des Hip-Hops seit 2019 rund 100 Filialen und steigerte seine Präsenz durch die Transaktion im Jahr 2024 auf über 380 Standorte. Die Firmenzentrale der US-Niederlassungen befindet sich in Philadelphia.

### Aktuelle Entwicklungen
2023 kündigte Voth seinen Rückzug aus dem Unternehmen an. Anlass war unter anderem der Verkauf einiger verbliebener Minderheitsanteile an die Deichmann-Gruppe. Anfang 2024 übergab Voth schließlich die Gesamtverantwortung für Snipes an Dennis Schröder, der zuvor das Geschäft in Europa verantwortete.
2021 überschritt der Umsatz von Snipes weltweit erstmals die Marke von einer Milliarde Euro. Mittlerweile erwirtschaftet das Unternehmen auch in Europa mehr als eine Milliarde.

## Unternehmensstruktur

### Rechtsform
Snipes firmiert als europäische Aktiengesellschaft (Societas Europaea, SE). Gegenstand des Unternehmens ist der Handel mit Textilien, Schuhen und Accessoires. Der Einzelhandel in Deutschland und der Großhandel werden zentral gesteuert. Das operative Geschäft außerhalb Deutschlands liegt in Tochtergesellschaften, darunter die österreichische Snipes GmbH und die Snipes (Schweiz) AG.

### Eigentumsverhältnis
Das Grundkapital des Unternehmens beträgt drei Millionen Euro und ist eingeteilt in auf den Namen lautende Stückaktien ohne Nennwert. Alle Anteile des Unternehmens liegen bei der Deichmann SE. Ferner gibt es eine Geschäftsverbindung mit Dosenbach-Ochsner über die D/O Europa-Holding SE. Auch diese Gesellschaft ist der Deichmann-Gruppe zuzurechnen.

### Verwaltungsrat
Anstelle von Vorstand und Aufsichtsrat wird Snipes von einem Verwaltungsrat geführt. Geschäftsführende Direktoren sind Dennis Schröder (CEO), Tim Spickenbom (CFO), Peter Buse (COO) und Daniel Bontjer (CRO). Den Vorsitz des Verwaltungsrates hat Lars Jendrian.

## Geschäftstätigkeit

### Geschäftszweige
Der Fokus von Snipes liegt auf dem stationären Handel. Außerdem betreibt das Unternehmen einen Onlineshop, der ebenfalls ein wichtiger Geschäftszweig ist.
Das Unternehmen versucht, durch Kollaborationen mit Künstlern, Sportlern und anderen ein einmaliges Kauferlebnis zu schaffen. Zu den bekanntesten Partnern des Unternehmens zählen beispielsweise der deutsche Basketballer Dennis Schröder und der US-amerikanische Musiker Chris Brown. Auch mit Unternehmen wie McDonald’s arbeitete das Unternehmen zusammen.

### Standorte
Derzeit kommt das Unternehmen auf rund 800 Standorte in zwölf Ländern, davon 380 in den Vereinigten Staaten und 150 in Deutschland (Stand: März 2024). Weitere Filialen befinden sich in Italien, Spanien, den Niederlanden, Polen, Frankreich, der Schweiz, Belgien, Österreich, Portugal und Kroatien.
Das Unternehmen betreibt mehrere Flagship-Stores, beispielsweise in Amsterdam. Zur Vermarktung einzelner Standorte arbeitet das Unternehmen mit Personen des öffentlichen Lebens zusammen. Unter anderem besuchte 2006 der ehemalige Basketballspieler Michael Jordan die Eröffnung der Filiale an der Mönckebergstraße in Hamburg. 2017 kam der Sänger und Rapper French Montana nach Barcelona. 2023 eröffnete das Unternehmen mit dem Musikproduzenten DJ Khaled, welcher auch der Kreativdirektor (Chief Creative Officer, CCO) des Unternehmens ist, ein Geschäft in Miami.

### Marken
Snipes verfügt über keine eigenen Produktionsstätten, sondern vertreibt Streetwear und Sneaker von namhaften Herstellern sowie Eigenmarken. Das Angebot umfasst unter anderem Produkte von Adidas, Snipes, Jordan, Karl Kani, Nike, Reebok oder Vans. Zudem verkauft Snipes limitierte Sneaker.